# Famille de Thélis
La famille de Thélis est une famille noble du Forez, dont l'origine remonte en 1284, avec Perrin de Thélis, écuyer et seigneur de la ville de Combres. Cette famille est probablement originaire du Beaujolais.

## Historique
Aujourd'hui, la seule forme du nom de cette famille encore subsistante est "Thély". On constaterait un changement du nom de famille (de "Thélis" en "Thély") à partir du XIXe siècle, et un retrait de la particule autour de la période de la Révolution française.[réf. nécessaire]

## Titres
Cette famille obtient les titres de seigneur de l'Espinasse (Roannais) (dès le XIVe siècle), de Thorigny (Bessenais), de Châtel (Cleppé), de l'Orme (Poncins), de Saint-Aubin et du Breuil, ainsi que le titre de baron de Chambost, qui sera vendu par Abraham de Thélis à Claude de Rivérieulx en 1741, pour une somme de 70 000 livres.

## Personnalités
- Héliot de Téliz, prieure à Leignieu (1246)
- Des chanoines-comtes de Lyon : Guillaume de Thélis (1318) et trois membres de la branche de l'Espinasse : Geoffroy (1370), Étienne (1379, frère du précédent) et Étienne-Geoffroy (1393)[2].
- Jean de Thélis, gouverneur général du Beaujolais (1369)
- Jean de Thélis, chevalier croisé à la suite de Louis II de Bourbon (1390)
- Girard de Thélis, prieur de Redans (Feurs) (1450)
- Étienne de Thélis, lieutenant-général au bailliage de Forez (1598)
- Un conseiller au parlement de Paris (1626)
- Gaspard de Thélis, capitaine-châtelain de Cleppé (1680)
- Antoine de Thélis de Vallorge, abbé de l'Ile-Barbe (de 1693 à 1720)
- Deux trésoriers de France, dont un, Jacques de Thélis, qui obtient en 1636 des lettres de réhabilitation
- Barthélemy de Thélis, capitaine de cavalerie au régiment de Saint-Sylvestre, mort en 1731
- Deux officiers aux Gardes Françaises : Abraham de Thélis (lieutenant) et Claude-Palamède de Thélis (capitaine)
- Barthélemy-Antoine de Thélis, chevalier, seigneur du Breuil (Bourgogne) et capitaine au régiment de Noailles-Cavalerie ; il est le fils d'Abraham de Thélis